# 1902
Évszázadok: 19. század – 20. század – 21. század
Évtizedek: 1850-es évek – 1860-as évek – 1870-es évek – 1880-as évek – 1890-es évek – 1900-as évek – 1910-es évek – 1920-as évek – 1930-as évek – 1940-es évek – 1950-es évek
Évek: 1897 – 1898 – 1899 – 1900 –  1901 – 1902 – 1903 – 1904 – 1905 – 1906 – 1907

## Események

### Határozott dátumú események
- január 15. – Horvátországban egyesül a klérus és a polgárság felső rétegeit képviselő Obzor Párt (Független Nemzeti Párt) és a Jogpárt – 1903-tól Horvát Jogpárt – azon része, amelyik a ’90-es évektől kezdve egyre inkább az Osztrák–Magyar Monarchia keretein belül, a Magyarországgal való megegyezés útján keresi a horvát kérdés megoldását.[1]
- január 22. – VII. Eduárd néven királlyá koronázzák Eduárd walesi herceget.[2]
- január 30. – Angol-japán szövetség Oroszország távol-keleti terjeszkedése ellen.
- május 15. – Portugália államcsődöt jelent be.
- május 17. – A tizenhat esztendős XIII. Alfonz elfoglalja a spanyol trónt.[3]
- május 29. – Megalakul a Gyáriparosok Országos Szövetsége (GYOSZ).[4]
- május 31. – Békekötéssel ér véget az angol-búr háború, a búr köztársaságok elveszítik önállóságukat, angol uralom alá kerülnek.
- június 5. – Wlassics Gyula magyar vallás- és közoktatásügyi miniszter rendeletet ad ki a nem magyar tannyelvű iskolákban a magyar nyelv heti 9 órában történő oktatására, illetve a többi fontosabb tantárgy párhuzamos – anyanyelvi és magyar – tanítására.[5]
- június 18. – II. Abdul-Medzsid oszmán kalifa második házassága Hair un-nisa Kadin Effendivel.
- augusztus 6. – Újból kitör az ún. acrei háború Bolívia és az Acréban élő brazil telepesek között (lásd még: Acrei Köztársaság)
- augusztus 7. – A Szlovák Nemzeti Párt (SZNP) szervezeti megújulásáról dönt a párt vezetése, a párt elnöke Pavol Mudroň marad.[6]
- november 18. – Morris Michtom megalkotja a Teddy-beart.
- december 10. – Befejeződik az asszuáni duzzasztógát építése.

### Határozatlan dátumú események
- január – Tapolcán kútásás közben felfedezték a tavasbarlangot. (A nagyközönség előtt 1912-ben nyitották meg.)[7]
- május–október – Szénbányászsztrájk az USA ban, amelyet az elnök erőszakkal tör le.
- az év folyamán – 
  - Világkiállítás Torinóban.

## Az év témái

### 1902 az építészetben
- október 8. – Átadják a Steindl Imre által tervezett Országházat.[4]
- Temesváron Lechner Ödön tervei alapján, a régi városháza helyén épült a Dacia (volt Pannónia) szálló, mely Erdély egyik legszebb szecessziós stílusú épülete.
- Felépül a Cifrapalota Kecskeméten, Márkus Géza tervei alapján.

### 1902 a filmművészetben
- Georges Méliès elkészíti legendássá vált filmjét Utazás a Holdba (Le Voyage dans la Lune) címen.
- Edwin S. Porter: Egy amerikai tűzoltó élete

### 1902 az irodalomban
- január 18. Budapesten a Vígszínházban bemutatják Bródy Sándor A dada című színművét.[8]
- Makszim Gorkij: Éjjeli menedékhely (dráma)

### 1902 a képzőművészetben

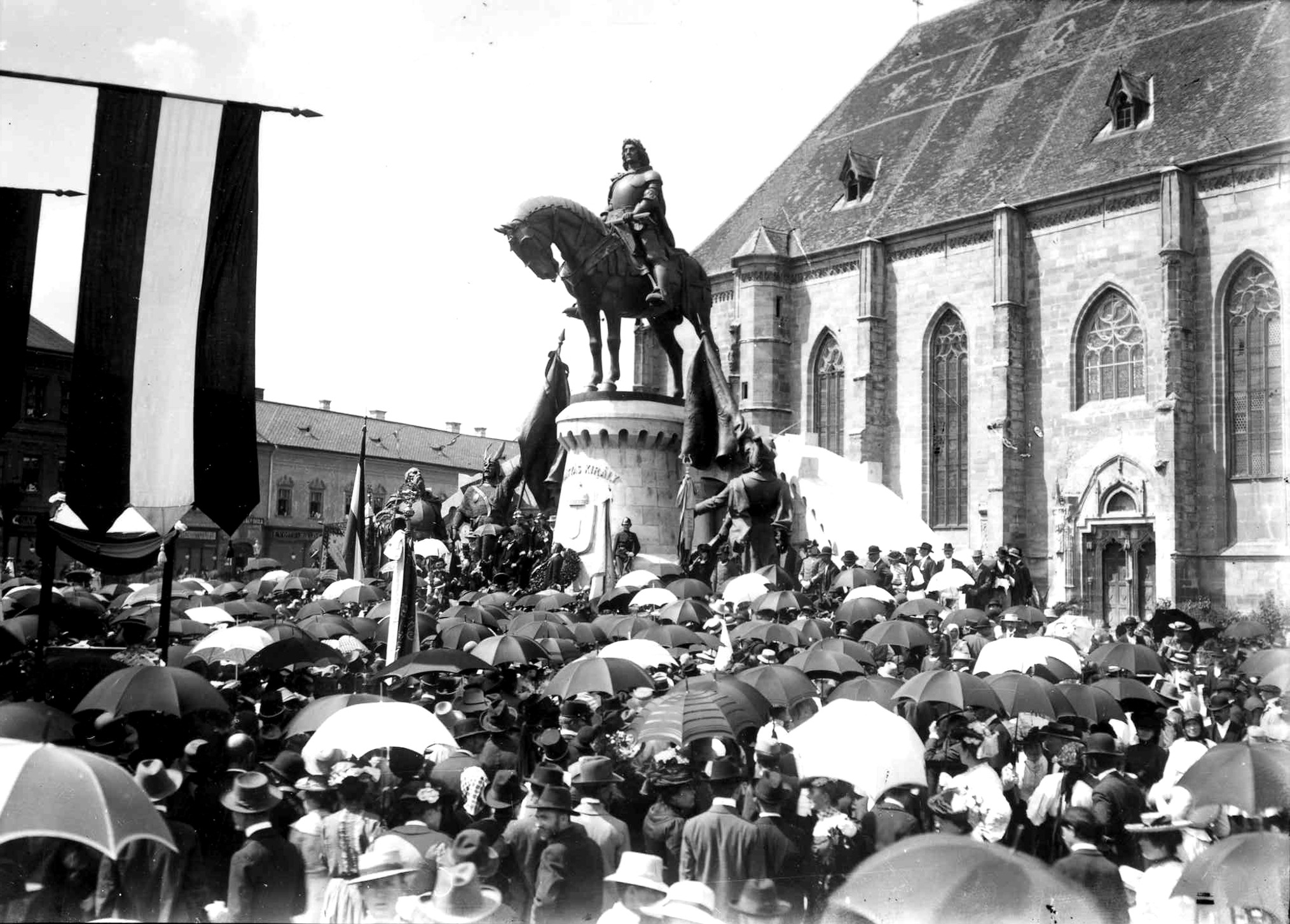
Mátyás király szobrának felavatása

- szeptember 18. –  Zilahon felavatják a Wesselényi-emlékművet, Fadrusz János alkotását.[9]
- október 12. – Felavatják Mátyás király szobrát Kolozsváron.[10]

### 1902 a sportban
- március 6. – Megalapítják a Real Madrid labdarúgócsapatot.
- március 12. – Megalakul a Debreceni VSC elődje, az Egyetértés Football Club.
- A Budapesti TC (BTC) nyeri az NB1-et. Ez a klub második bajnoki címe.

### 1902 a tudományban
- Első emberi beszédet rögzítő hangosfilm.
- Krompecher Ödön rákkutatási kezdetek.
- 1902 – 1906 A volfrámszálas izzólámpa kikísérletezése.

### 1902 a vasúti közlekedésben
- augusztus – A transzszibériai vasútvonal átadása, amely Moszkvát köti össze Vlagyivosztokkal. (Hossza 9 297 km.)
- szeptember 4. – Valtellina-vonal, a világ első, nagyfeszültségű váltakozó árammal működtetett vasútvonalának átadása;

### 1902 a zenében
- december 20. – Huszka Jenő Bob herceg operettjének bemutatója.

## Születések
- január 11. – Kalmár Ilona magyar kereskedő, bridzsoktató, Móra Ferenc időskori múzsája († 1986)
- január 16. – Eric Liddell olimpiai bajnok (1924) skót atléta, misszionárius († 1945)
- január 31. – Jávor Pál színész († 1959)
- február 1. – Berda József költő, József Attila-díjas († 1966)
- február 27. – John Steinbeck Nobel-díjas amerikai író († 1968)
- március 7. – Timár József színész († 1960)
- március 11. – Szögi Géza magyar ügyvéd, országgyűlési képviselő, nyilaskeresztes politikus, államtitkár († 1952)
- március 13. – Ungvári Lajos, Kossuth-díjas szobrászművész († 1984)
- április 6. – Tápai Antal szobrászművész († 1986)
- április 9. – Vén Emil festőművész († 1984)
- április 10. – Darvas Lili színésznő († 1974)
- április 23. – Halldór Laxness Nobel-díjas izlandi író († 1998)
- április 26. – Károlyi Viktor magyar földbirtokos, országgyűlési képviselő († 1973)
- április 27. – Kudász Jánosné, halálakor a legidősebb magyar állampolgár († 2013)
- április 28. – Tasnádi Kubacska András geológus, paleontológus († 1977)
- május 10. – David O. Selznick amerikai producer († 1965)
- május 15. – Faragó György magyar jogász, belügyi államtitkár († 1985)
- május 21. – Breuer Marcell építész, formatervező, a Bauhaus mestere († 1981)
- június 2. – Szapáry Erzsébet embermentő, a Világ Igaza († 1980)
- június 4. – Illés Endre író († 1986)
- június 16. – Barbara McClintock úttörő amerikai tudós, a világ egyik első citogenetikusa, orvosi-fiziológiai Nobel-díjas († 1992)
- június 19. – Bán Frigyes rendező († 1969)
- június 22. – Andics Erzsébet történész, kommunista politikus († 1986)
- július 4. – Meyer Lansky amerikai maffiavezér († 1982)
- augusztus 8. – Paul Dirac Nobel-díjas fizikus († 1984)
- augusztus 10. – Arne Tiselius Nobel-díjas kémikus († 1971)
- augusztus 15. – Badó Rajmund olimpiai ezüstérmes, Európa-bajnok birkózó († 1986)
- augusztus 16. – Orosz Iván lapszerkesztő, költő, novellista († 1974)
- augusztus 27.
  - Ék Sándor festőművész († 1975)
  - Megay Károly magyar mezőgazdász, szakíró, mezőgazdasági kamarai titkár, országgyűlési képviselő († ?)
- augusztus 31. – Révész Géza honvédelmi miniszter († 1977)
- szeptember 1. – Valkó Imre kutatómérnök, feltaláló († 1975)
- szeptember 1. – Dirk Brouwer holland származású amerikai csillagász († 1966)
- szeptember 14. – Nyikolaj Iljics Kamov szovjet repülőgép-tervező († 1973)
- október 11. – Alexander Mach szlovák belügyminiszter († 1980)
- október 27. – Erdey-Grúz Tibor Kossuth-díjas kémikus, egyetemi tanár, a Magyar Tudományos Akadémia főtitkára, majd elnöke, felsőoktatási és oktatásügyi miniszter († 1976)
- október 28.
  - Ligeti Lajos magyar orientalista, egyetemi tanár, az MTA tagja († 1987)
  - Széchenyi Lajos földbirtokos, országgyűlési képviselő († 1963)
- november 2. – Illyés Gyula író, költő, műfordító († 1983)
- november 17. – Wigner Jenő fizikus († 1995)
- november 19. – Antos Kálmán zeneszerző, egyházkarnagy, orgonista, zenepedagógus († 1985)
- november 21. – Mihail Andrejevics Szuszlov szovjet kommunista politikus, ideológus, az SZKP PB tagja († 1982)
- november 24. – Latabár Kálmán (Latyi) Kossuth-díjas magyar színész-komikus († 1970)
- november 24. – Szabó Zoltán magyar teológus, országgyűlési képviselő († 1965)
- november 28. – Kozma László villamosmérnök, az MTA tagja, a 20. századi távközlés- és számítástechnika kiemelkedő tudósa († 1983)
- november 28. – Neményi Lili magyar színésznő, opera-énekesnő († 1988)
- november 29. – Carlo Levi olasz festő, író († 1975)
- november 30. – Kovács Margit szobrász, keramikus-művész († 1977)
- december 3. – Fucsida Micuo kapitány, a Japán Birodalmi Haditengerészeti Légierőnél, és pilóta († 1976)
- december 23. – Bánhidy Antal gépészmérnök, repülőgép-tervező és pilóta († 1994)
- december 20. – Földes Jolán magyar származású író († 1963)

## Halálozások
- január 23. – Bakay Nándor szakíró, kötélgyáros (* 1833)
- április 7. – Parádi Kálmán zoológus, tanár (* 1841)
- április 16. – Bourbon Assisi Ferenc címzetes spanyol király, II. Izabella spanyol királynő férje (* 1822)
- április 27. – Nemeskéri Kiss Miklós 48-as honvéd ezredes, emigráns politikus (* 1820)
- július 28. – Jankó János, ifj. Magyarország népességének kutatója, az összehasonlító tárgyi néprajz egyik első hazai művelője (* 1868)
- augusztus 31. – Steindl Imre építész (* 1839)
- szeptember 2. – Kelety Gusztáv festőművész, tanár, műkritikus, akadémikus (* 1834)
- szeptember 4. – Heller Ágost tudománytörténész, akadémikus (* 1843)
- szeptember 19. – Maszaoka Siki japán költő, író. (* 1867)
- szeptember 29. – Émile Zola francia író (* 1840)
- október 12. – Adler Mór festőművész (* 1826)
- december 31. – Bartók Lajos költő, drámaíró, szerkesztő (* 1851)

## Nobel-díjasok
- A Nobel-díjat a svéd Alfred Nobel alapította, 1901 óta adják át, melyet a Svéd Királyi Tudományos Akadémia ítél oda a tudomány, az irodalom és humanitárius területen kimagasló eredményt elért magánszemélyeknek, illetve intézményeknek.

| Fizikai            | Hendrik Antoon Lorentz, Pieter Zeeman |
| Kémiai             | Hermann Emil Fischer                  |
| Orvosi-fiziológiai | Ronald Ross                           |
| Irodalmi           | Theodor Mommsen                       |
| Béke               | Élie Ducommun, Charles Albert Gobat   |